# رایان بنسون
ریانون افوا «ریان» بنسون (زاده ۱۰ ژانویه ۱۹۷۷ در آکرا، غنا) یک خواننده و ترانه‌سرای سول و جاز غنائی-بریتانیایی است.
بنسون در آکرا، غنا، از یک مادر ولزی، که خواننده بود، و پدری اشانتی، که گیتاریست بود، به دنیا آمد. او یک خواهر و یک برادر کوچکتر دارد. او در غنا، هند (جایی که خانواده‌اش به دنبال پست دیپلماتیک پدرش نقل مکان کردند)، و زادگاه مادرش در بریتانیا بزرگ شد، جایی که سرانجام در آنجا ساکن شد. بنسون از سنین پایین شروع به نواختن پیانو و گیتار و نوشتن آهنگ و شعر کرد. قبل از اینکه حرفه موسیقی را دنبال کند، در مدرسه اقتصاد لندن تحصیل کرد و مدرک اقتصادسنجی گرفت. بنسون در سال ۲۰۰۵ برنده جایزه موبو شد با کمک جوناس رندبو و دانیل فریدل، بنسون دومین آلبوم خود را با نام Hands Clean در ۱۴ فوریه ۲۰۱۱ منتشر کرد

## آهنگشناسی

### آلبوم‌ها
- ۲۰۰۳: ساحل طلایی
- ۲۰۱۱: دست‌ها تمیز

### تک آهنگها
- 2003: "Say How I Feel" - شماره ۲۷ بریتانیا
- 2003: "Stealing My Piece Of Min"
- ۲۰۱۱: "بی تو بهتر است"